# La Fuliola (ort)
La Fuliola är en ort i Spanien.   Den ligger i provinsen Província de Lleida och regionen Katalonien, i den östra delen av landet, 400 km öster om huvudstaden Madrid. La Fuliola ligger 278 meter över havet och antalet invånare är 1 238.
Terrängen runt La Fuliola är platt. Runt La Fuliola är det ganska glesbefolkat, med 42 invånare per kvadratkilometer. Närmaste större samhälle är Balaguer, 19,2 km nordväst om La Fuliola. Trakten runt La Fuliola består till största delen av jordbruksmark.